# Marc-Théodore Bourrit
Marc-Théodore Bourrit (Ginevra, 6 agosto 1739 – Lancy, 7 ottobre 1819) è stato uno scrittore e alpinista svizzero.

## Biografia
Marc-Théodore Bourrit nacque in una famiglia di origine francese che si rifugiò, per motivi religiosi, nella città di Ginevra; qui il padre svolse l'attività di orologiaio. A Ginevra Bourrit ricevette una buona istruzione di base e divenne un buon artista e incisore. Nel 1768 era cantore presso la cattedrale protestante di Saint-Pierre a Ginevra.
Fin dalla giovinezza Bourrit concepì una grande passione per i paesaggi montani e dal 1761 scoprì l’affascinante mondo delle Alpi, vedendole dalle creste dei Voiron; fu la sua sensibilità estetica di pittore a indirizzarlo verso queste mete.
Nel 1775 effettuò la prima salita del Monte Buet (3096 m) per l'ormai consueta via della Pierre à Bérard; il suo passaggio è testimoniato dalla grande roccia piatta conosciuta come Table au Chantre.
Tra il 1784 e il 1785 fu il primo viaggiatore a tentare la scalata del Monte Bianco (non conquistato fino al 1786), ma né allora né successivamente (1788) riuscì a raggiungerne la vetta. Riaprì invece nel 1787 il percorso del Colle del Gigante (3371 m) e percorse anche le montagne del Vallese e dell'Oberland Bernese.
Ricevette una pensione da Luigi XVI e fu nominato storiografo delle Alpi dall'imperatore Giuseppe II, che lo incontrò a Ginevra. La sua ultima visita a Chamonix risale al 1812.
Gli scritti di Bourrit furono composti in uno stile ingenuo, sentimentale e piuttosto pomposo, ma restituiscono un appassionato amore per le Alpi, come meraviglie della natura e non come oggetti di studio scientifico.

## Opere

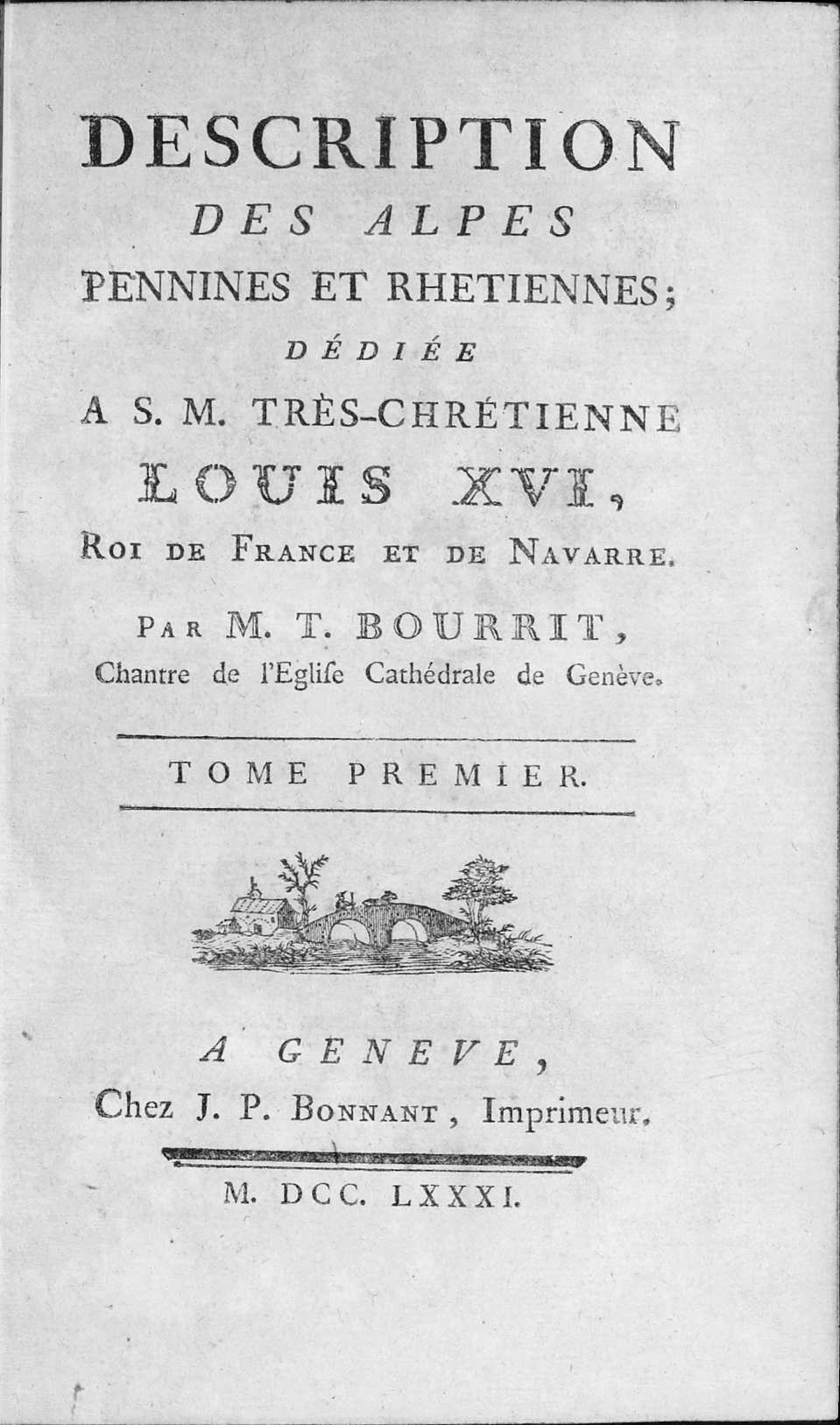
Description des Alpes Pennines et Rhetiennes, 1781

- Description des glacières de Savoye, 1773.
- Description des Alpes Pennines et Rhetiennes, vol. 1, Genève, Jean Pierre Bonnant, 1781.
- Description des Alpes Pennines et Rhetiennes, vol. 2, Genève, Jean Pierre Bonnant, 1781.
- Itinéraire de Genève. Lausanne et Chamouni, 1791; con varie riedizioni.[1]
- Descriptions des cols ou passages des Alpes, 2 voll., 1803.